# Unione Sportiva Bondenese 1949-1950
Questa voce raccoglie le informazioni riguardanti l'Unione Sportiva Bondenese nelle competizioni ufficiali della stagione 1949-1950.

## Rosa
| N. |                   | Ruolo | Calciatore        |
| -- | ----------------- | ----- | ----------------- |
|    | Italia (bandiera) | C     | Italo Allodi      |
|    | Italia (bandiera) | C     | S. Bratti         |
|    | Italia (bandiera) | A     | Giovanni Calveri  |
|    | Italia (bandiera) | D     | Giordano Caselli  |
|    | Italia (bandiera) | D     | Luciano Comaschi  |
|    | Italia (bandiera) | A     | N. Facchini       |
|    | Italia (bandiera) | A     | Alberto Fontanesi |
|    | Italia (bandiera) | A     | V. Garani         |
|    | Italia (bandiera) | A     | E. Giaroli        |

| N. |                   | Ruolo | Calciatore          |
| -- | ----------------- | ----- | ------------------- |
|    | Italia (bandiera) | C     | D. Goldoni          |
|    | Italia (bandiera) | P     | A. Mari             |
|    | Italia (bandiera) | C     | Antenore Marmiroli  |
|    | Italia (bandiera) | D     | L. Mascellani       |
|    | Italia (bandiera) | P     | Ferruccio Pollastri |
|    | Italia (bandiera) | A     | N. Rosa             |
|    | Italia (bandiera) | D     | D. Tassi            |
|    | Italia (bandiera) | D     | Villasanta          |
|    | Italia (bandiera) | A     | Aurelio Zennaro     |